# シベリウス・ホール

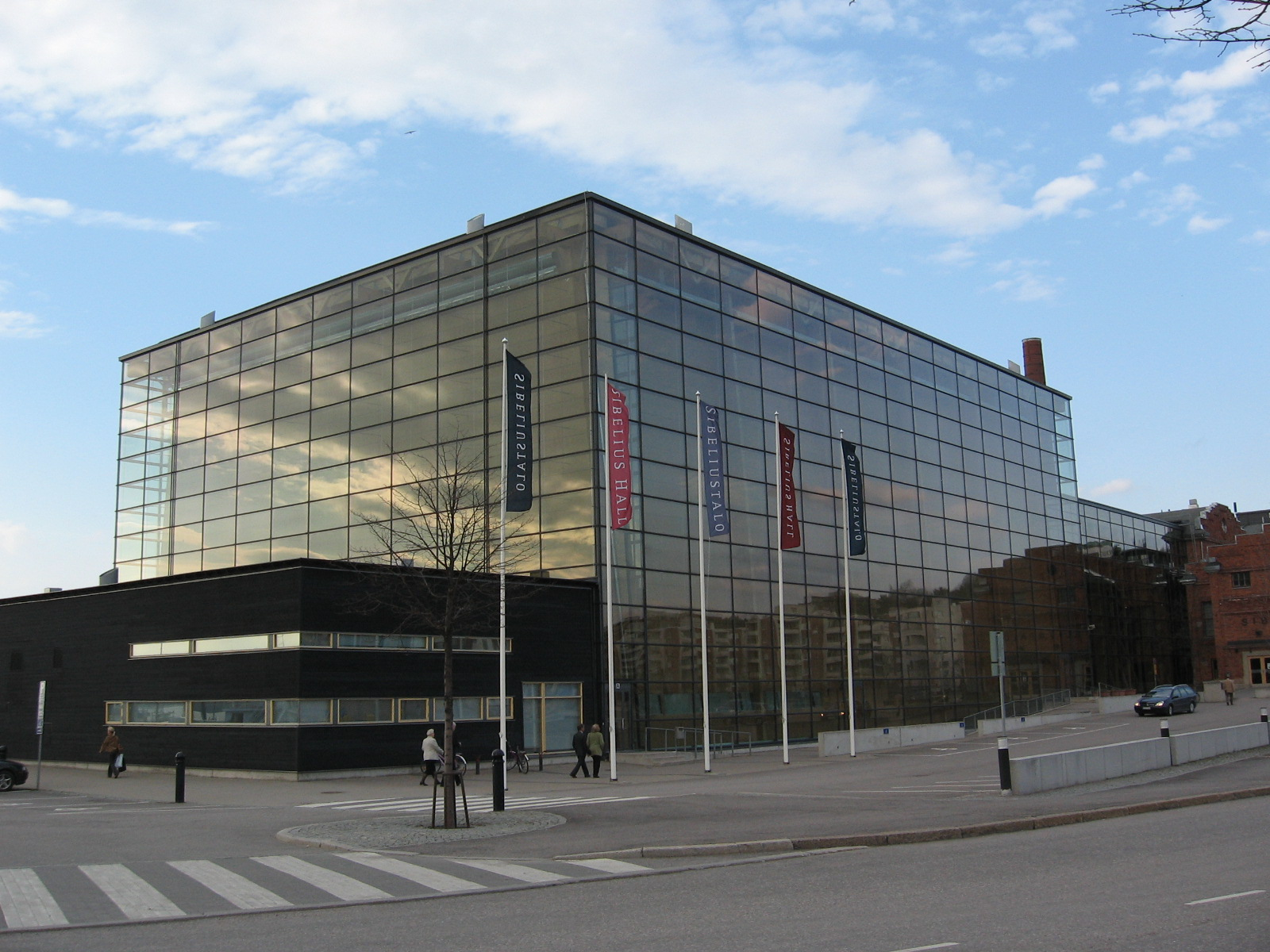
ホール外観

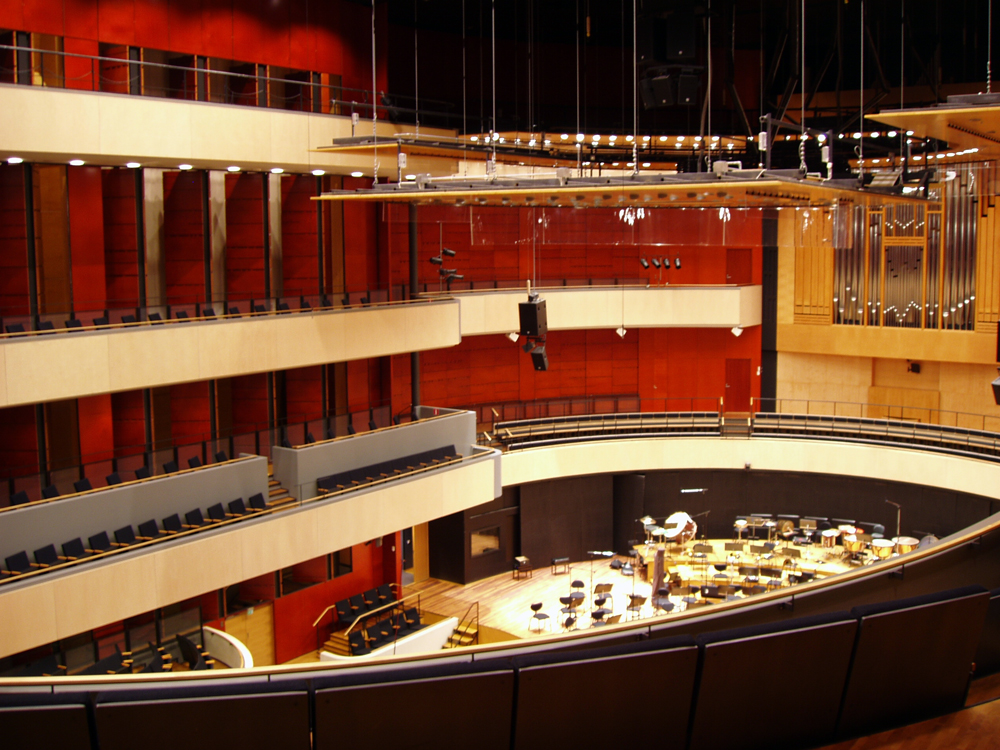
ホール内

シベリウス・ホール（フィンランド語: Sibeliustalo）は、フィンランドのラハティに位置するコンサートホール。作曲家のジャン・シベリウスにちなんで命名された。

## 概要
2000年に落成。建築家のKimmo LintulaとHannu Tikkaが設計を担当し、集成材のグルーラムが建材として用いられている。音響はニューヨークの音響専門会社Artecが担当した。響きの良さがこのホールの強みのひとつである一方、外観はスカンジナビアの伝統を踏まえた洗練されたデザインとなっている。ホールの客席数は1250席。
ラハティ交響楽団がこのホールを拠点として活動している。
ホールの支配人は1999年から2010年にはAntti Vihinen、2010年から2015年にはTaneli Tuomaalaが務めた。2015年にシベリウス・ホールとLahden messutを合併して販売戦略を統合、会社基盤を強化してシナジーを生み出す旨の報道がなされた。2016年1月にはEmilia Mäkiが新たな企画会社の代表取締役に選任されたことが発表された。